# McCune (Kansas)
McCune – miasto położone w hrabstwie Crawford.